# Stara Kotelnja
Stara Kotelnja (ukrainisch Стара Котельня; russisch Старая Котельня Staraja Kotelnja, polnisch Stara Kotelnia) ist ein Dorf im Süden der ukrainischen Oblast Schytomyr mit etwa 1300 Einwohnern (2001).

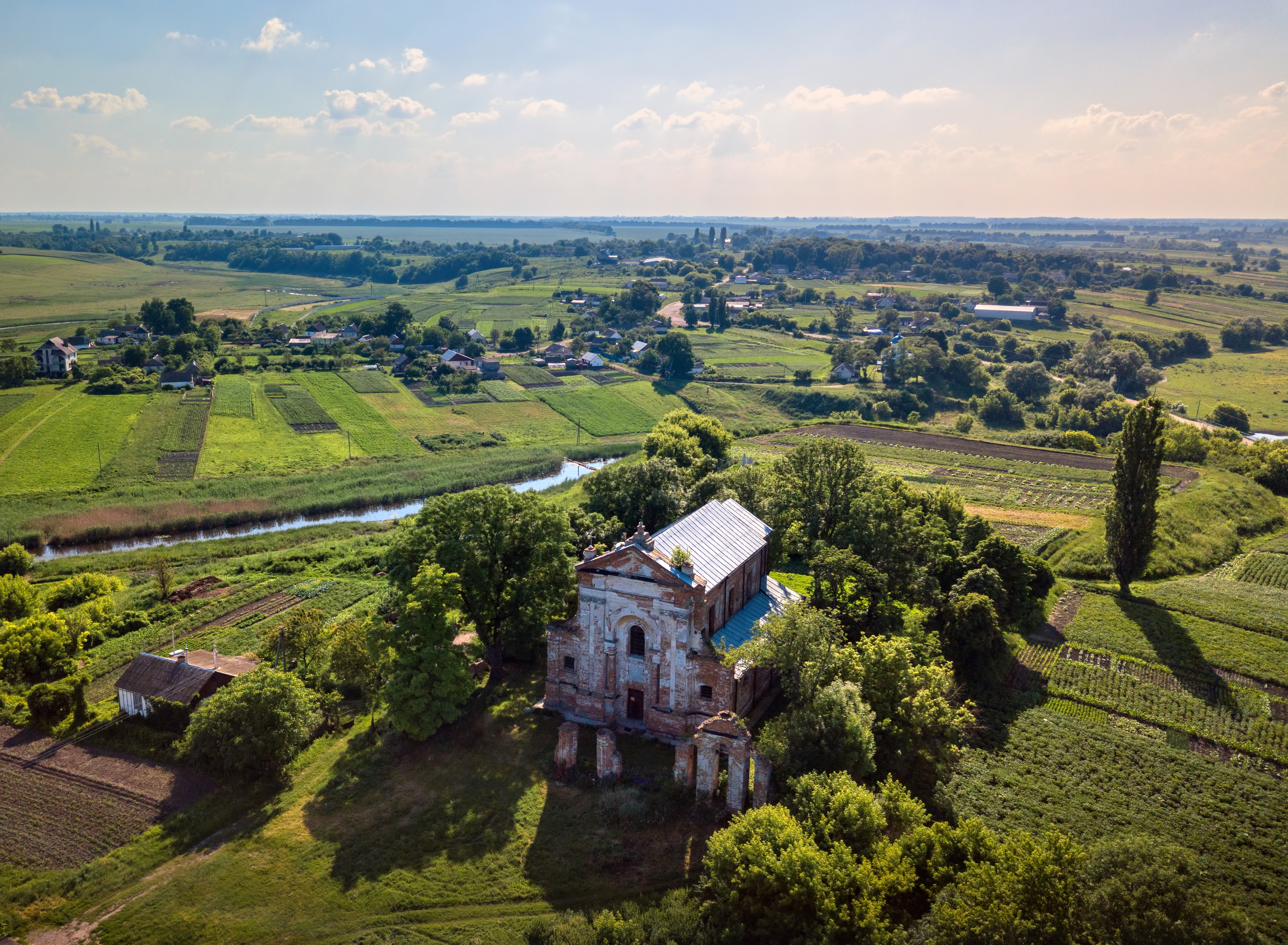
Im Vordergrund die denkmalgeschützte Kirche des Heiligen Antonius von Padua, dahinter die Hujwa und das Dorf Stara Kotelnja

## Geografische Lage
Die Ortschaft liegt auf einer Höhe von 206 m am Ufer der Hujwa, eines 97 km langen, rechten Nebenflusses des Teteriw, etwa 30 km östlich vom Gemeindezentrum Wolyzja und 30 km südöstlich vom Rajon- und Oblastzentrum Schytomyr. Nördlich vom Dorf verläuft die Regionalstraße P–18.

## Geschichte
Unter den Namen Kotelnytsch (Котельнич), Kotelnyzja (Котельниця) und Kotelnja (Котельня) wurde die Ortschaft im Zeitraum zwischen 1143 und 1169 neunmal schriftlich in Chroniken erwähnt (eine weitere Quelle nennt das Jahr 1138 als Ersterwähnungsjahr). Die gefundenen Überreste einer Festung aus dem 12. Jahrhundert deuten auf die Bedeutung als strategischen Punkt im Verteidigungssystem und der Geschichte der Kiewer Rus hin. 1159 wurde Stara Kotelnja von den Kumanen und 1241 von den mongolischen Tataren zerstört und anschließend wieder errichtet. 1362 kam die Ortschaft an das Großherzogtum Litauen und nach der Union von Lublin im Jahr 1569 wurde sie Teil von Polen-Litauen. Nach dem Vertrag von Perejaslaw von 1654, in dem die Saporoger Kosaken dem russischen Zaren einen Treueeid ablegten, verbündete sich Polen mit den Krimtataren, die 1655 die Ortschaft eroberten.
Nach dem Russisch-Polnischer Krieg 1654–1667 kam Stara Kotelnja im Vertrag von Andrussowo von 1667, wie die gesamte Rechtsufrige Ukraine, erneut an Polen. Im 18. Jahrhundert waren die Bewohner aktiv an der Hajdamaken-Bewegungen beteiligt und zerstörten 1734 gemeinsam mit einer Abteilung von Hajdamaken das örtliche Herrenhaus.
1763 wurde mit dem Bau des bis heute erhaltene Kirchengebäudes begonnen, der erst 1781 fertiggestellt wurde. Am 1. November 1783 wurde die Kirche geweiht.

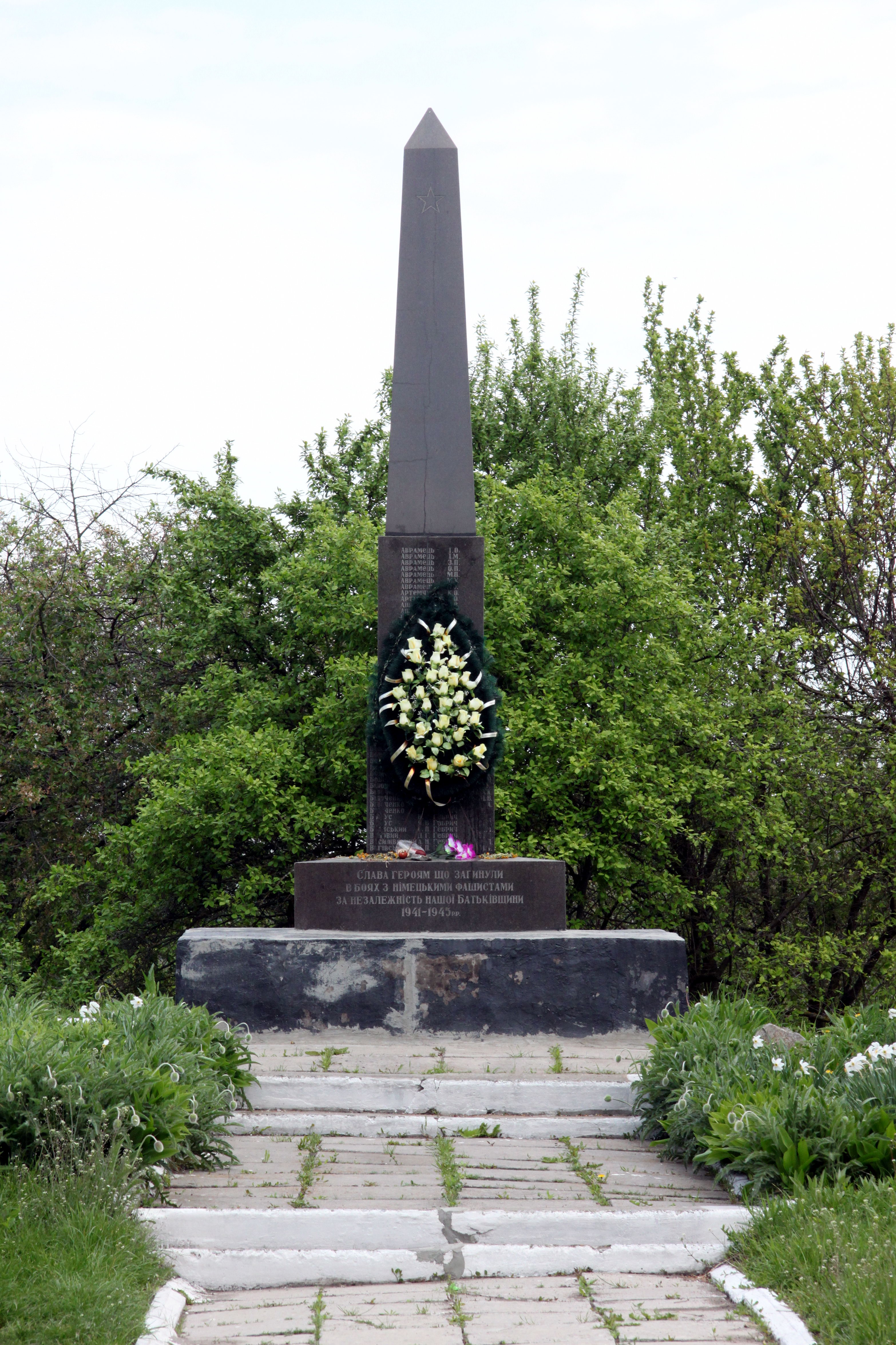
Denkmal für die gefallenen Rotarmisten im Großen Vaterländischen Krieg

Mit der Zweiten Polnischen Teilung 1793 kam die Ortschaft an das Russische Kaiserreich und wurde 1797 in das Gouvernement Wolhynien eingegliedert. Sie entwickelte sich zu einem bedeutenden Zentrum des Brothandels, der Töpferei und der Schuhmacherei. 1866 wurde Stara Kotelnja zum Zentrum des Landkreises Schytomyr mit insgesamt 32 Siedlungen. Seitdem wurde ein Teil der Ortschaft als das alte (Stara) und der andere als das neue (Nowa) Kotelnja (Нова Котельня) bekannt. Zu diesem Zeitpunkt betrug die Anzahl Gemeindemitglieder 2398 Personen.

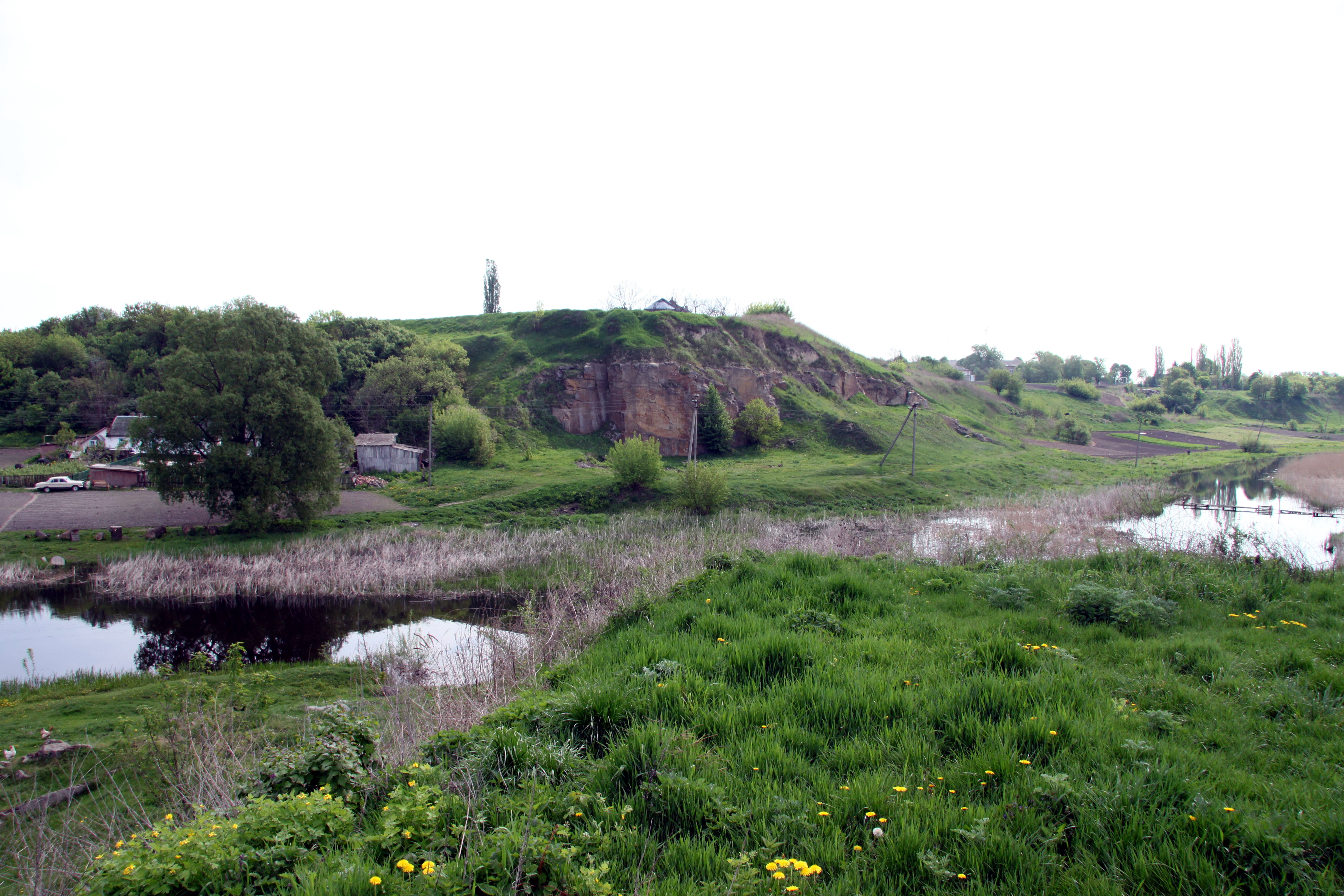
Denkmalgeschützte archäologische Grabungsstätte in Stara Kotelnja

Während der Operation Faustschlag wurde das Dorf im Februar 1918 von österreichisch-deutschen Truppen besetzt und im Dezember 1918 marschierten Truppen der Ukrainischen Volksrepublik in Stara Kotelnja ein. Im Russischen Bürgerkrieg wurde das Dorf Anfang März 1919 von Einheiten der Roten Armee unter dem Kommando von Nikolai Schtschors erobert. Zwischen der zweiten Augusthälfte 1919 und dem 16. September 1919 war das Dorf erneut in der Hand von Truppen der Ukrainischen Volksrepublik unter Symon Petljura. Im Polnisch-Sowjetischen Krieg eroberten Ende April 1920 polnische Truppen den Ort, der am 8. Juni 1920 von der Roten Armee zurückgewonnen wurde. Seitdem gehörte das Dorf innerhalb der Ukrainischen SSR zur Sowjetunion. Ende 1920 lebten 4211 Menschen im Dorf. In der Stadt wurde 1927 eine Molkerei und eine Traktorenfabrik gegründet sowie eine Ölmühle in Betrieb genommen.
Zu Beginn des Deutsch-Sowjetischen Kriegs wurde Stara Kotelnja am 9. Juli 1941 von der Wehrmacht besetzt. Mitte September 1941 wurden die ortsansässigen Juden unter Bewachung der Polizei und deutscher Soldaten in Richtung Andruschiwka zur Kollektivfarm Teleman geführt. Dort befand sich vor dem Krieg eine Ziegelfabrik mit Gruben, aus denen Ton gewonnen wurde. Nachdem man die Menschen ihre Habseligkeiten beraubt hatte, wurden sie in die Gruben getrieben und dort von Polizei und Deutschen erschossen.
Am 29. Dezember 1943 wurde das Dorf von der Roten Armee zurückerobert und fiel erneut an die Sowjetunion.
Seit dem Zerfall der Sowjetunion 1991 ist das Dorf Bestandteil der unabhängigen Ukraine. Stara Kotelnja gehört seit 2020 administrativ zur Landgemeinde Wolyzja (Волицька сільська громада Wolyzka silska hromada) im Süden des Rajon Schytomyr. Zuvor war es das administrative Zentrum einer Landratsgemeinde im Nordwesten des Rajon Andruschiwka, zu der noch das Dorf Starossillja (Старосілля, ⊙) mit etwa 400 Einwohnern gehörte.
Am 17. Juli 2020 kam es im Zuge einer großen Rajonsreform zum Anschluss des Rajonsgebietes an den Rajon Schytomyr.